# Хэ Цзинь
Хэ Цзинь (кит. 贺巾, настоящее имя Линь Цзиньцюань (кит. 林金泉); 1935 — 24 июня 2019) — сингапурский и малайзийский писатель китайского происхождения; участник национально-освободительной и революционной борьбы в Сингапуре и Малайе (Малайзия).

## Биография
Родился в бедной семье в 1935 году в Сингапуре. Участник студенческого движения, после выступлений учащихся в 1954 году оказался в розыске британскими колониальными властями как «студенческий лидер, имеющий подпольные связи». В середине того же года принят в члены Малайской коммунистической партии. По мере обострения напряженности и чтобы избежать ареста отправляется в вынужденную ссылку в Индонезию. В 1980-х годах отправляется в джунгли на границе Малайзии и Таиланда, где присоединяется к партизанской армии. После подписания Хатъяйского мирного соглашения в 1989 году остался на юге Таиланда.

## Творчество
Писатель-реалист, чьё творчество можно разделить на ранний и поздний периоды. Ранний период охватывает 1950—1960-е года и представлен в основном короткими рассказами публиковавшимися под разными псевдонимами в нескольких новых литературных журналах, которые, как правило, закрывались колониальной цензурой вскоре после их выхода. Среди произведений — «Маленькая хижина», «Одноклассница Шэнь Юйлань», «Песня юности», «Зелёная трава», «Солнечный свет и туман» и др.
Более поздние произведения публикуются в 1980-х годах, в том числе сборники рассказов «Кровь и слёзы, отражающие радугу» и «Суровые годы», а также романы «Большие волны» и «Изгнание». Полу- и автобиографические произведения Хэ Цзиня касаются антиколониальных выступлений 13 мая 1954 года и нахождению писателя в вынужденной ссылке в Индонезии перед участием в партизанской войне в тайско-малайзийском приграничье.
Его произведения изучаются в Национальном университете Сингапура.